# Wastora
Wastora (Wasmachines, stofzuigers, radio's) was een Nederlands bedrijf en werd in 1953 opgericht door de gebroeders Gruijs.

## Geschiedenis

### 1953 - 1980
De eerste zelfstandige winkel van circa 60 vierkante meter werd gevestigd op de Westzijde te Zaandam.
In 1955 richtten de broers Cees en Klaas Molenaar in Zaandam een groothandel in technische - en huishoudelijke apparatuur op onder de naam Electro Zaan. Zij kochten in  het zelfde jaar Wastora over en brachten in 1962 het bedrijf onder in de supermarktketen Simon de Wit. In een aantal supermarkten werd vervolgens ruimte vrijgemaakt voor de Wastora winkels.  Naast het elektro-assortiment specialiseerde het bedrijf zich ook op andere gebieden, waaronder sport, goud en zilver, wasserettes, meubelen, kleding, geluidsdragers, fotografie, optiek, verlichting, rijwielen, parfumerie. In 1964 ontstond een conflict tussen de gebroeders Molenaar en het moederbedrijf Simon de Wit. Het rendement van de Wastora winkels bleek niet voldoende en Simon de Wit besloot extra ruimte voor de supermarkten te creëren door diverse Wastora winkels te sluiten waaronder de locaties Weert, Den Haag en Putten 

Op 31 januari 1966 eindigde de samenwerking tussen Electro Zaan/Wastora en Simon de Wit en werden de gebroeders Molenaar weer opnieuw eigenaar van Wastora. 
Onder de leiding van de broers maakte het Wastora een enorme groei door. De winkels werden vooral op de zaterdagen zeer druk bezocht. Zo druk, dat de politie het verkeer rond de winkel moest regelen. Vele bekende nationale en buitenlandse artiesten traden op in de winkel in Zaandam. In 1971 werden enkele scènes van de film Turks Fruit in en rond de winkel opgenomen. 

In 1972 werd Wastora eigenaar van de noodlijdende profvoetbalclub AZ'67.
De broers Molenaar, zelf actieve voetballers ( voetbalclub KFC en het Nederlands amateurelftal) en fan van de voetbalclub AZ, spraken de ambitie uit om de voetbalclub binnen 5 jaar kampioen van Nederland te maken. 

Wastora werd door de overname van AZ en door de bijzondere acties een begrip in Noord-Holland maar trok ook klanten uit de rest van Nederland. 
Om extra geld aan te trekken besloten de gebroeders Molenaar in 1972 tot een bijzondere actie: Gouden ballen voor AZ. Men startte met de verkoop van gouden voetballe en dat zorgde voor een koude oorlog met tientallen juweliers. 

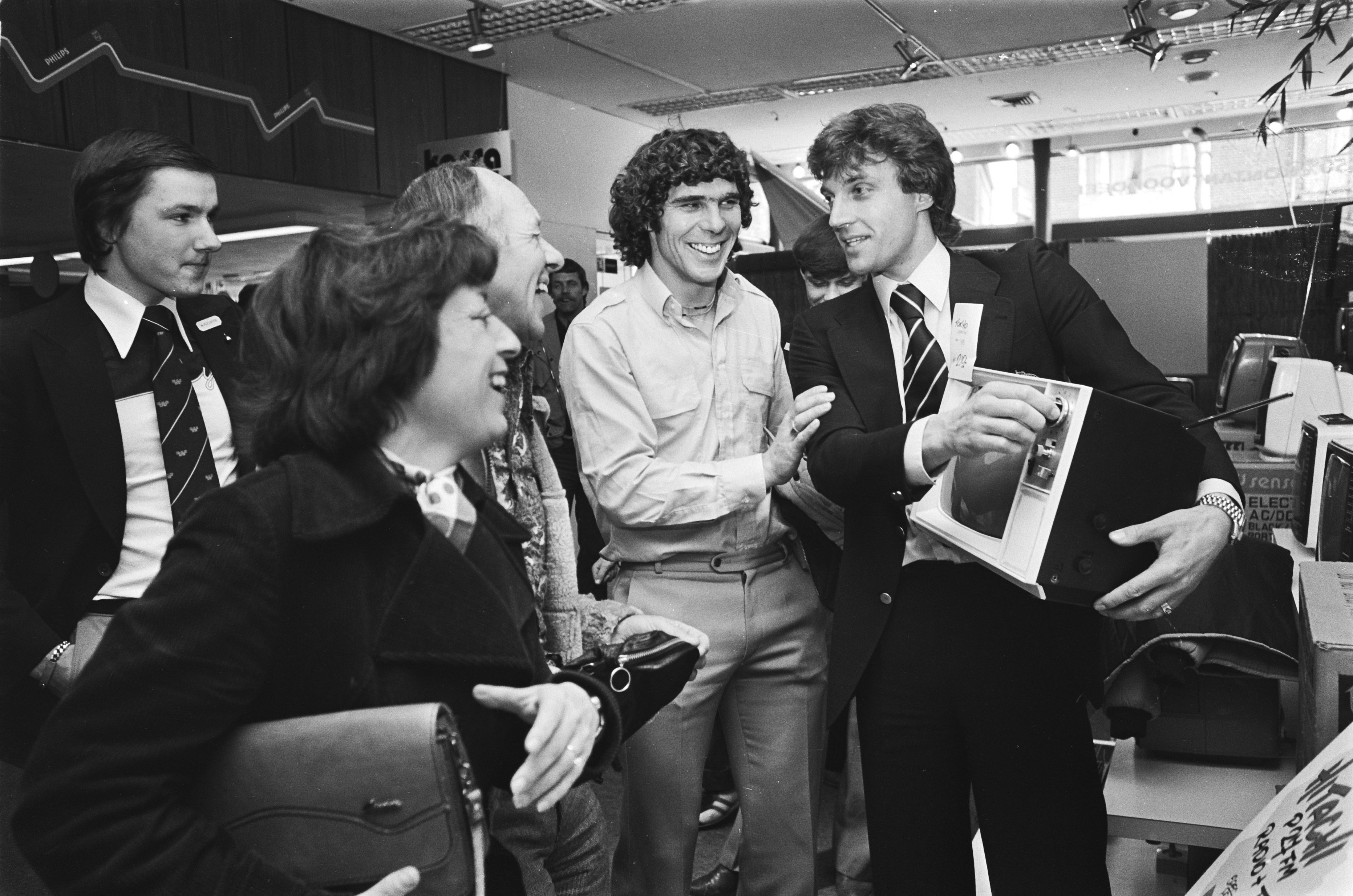

Een jaar later kreeg het bedrijf het aan de stok met honderden rijwielhandelaren nadat het bedrijf stuntprijzen ging hanteren bij de verkoop van fietsen. Dit leidde tot kamervragen aan toenmalig minister Ruud Lubbers

In 1978 werd het bedrijf , vlak voor het WK voetbal , nadat Philips zich had teruggetrokken als sponsor in verband met het in opspraak gekomen gastland Argentinië, 1 van de 5 hoofdsponsoren van het Nederlands voetbalelftal. In ruil voor de sponsoring werden spelers van het Nederlands Elftal geacht 2 x een halve dag actief te zijn in de vestiging van Wastora in Zaandam. 

In de jaren zeventig werkten onder andere zwemster Ada Kok en scheidsrechter Jan Keizer bij het bedrijf. 
Op 24 juli 1979 overleed mede oprichter Cees Molenaar op 51 jarige leeftijd.

### 1980 - 1993

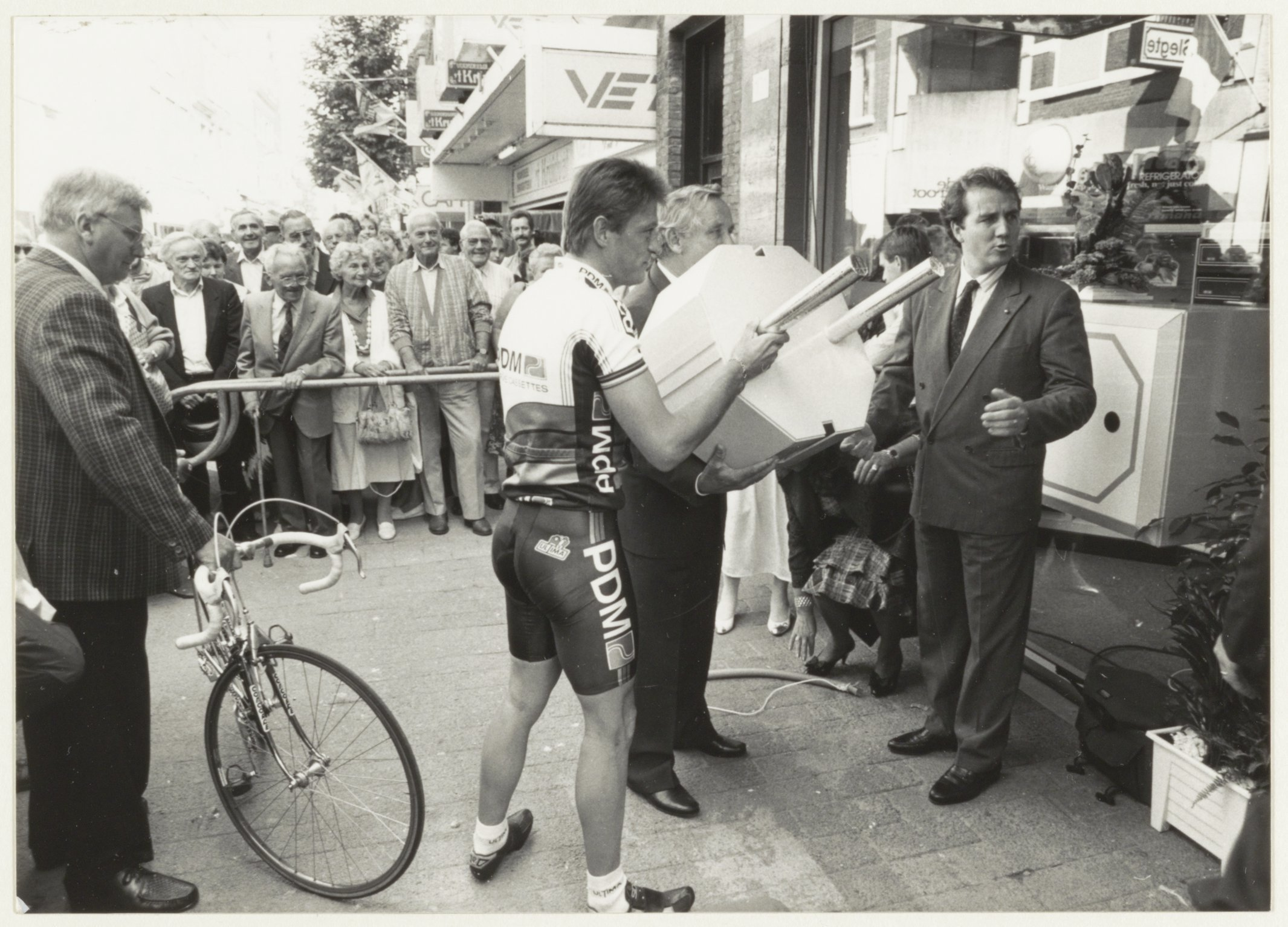

Het hoogtepunt van het bedrijf was in 1981, tijdens het kampioenschap van AZ'67 in de eredivisie. Vol trots werd het kampioensteam gehuldigd op het bordes van Wastora aan de Westzijde te Zaandam.
Op 15 september 1981 werd in samenwerking met de Noord-Hollandse supermarktorganisatie Grosmarkt het tweede warenhuis geopend in Alkmaar aan de Wendelaarstraat. Burgemeester C.M. Roozemond van Alkmaar voerde de openingsplechtigheden uit. Vanaf 16 september kon het publiek gebruik maken van het nieuwe warenhuis. Ook deze winkel werd een succes.
Eind jaren tachtig besloot Wastora om het elektronica-assortiment in Nederland uit te breiden. Er werden, onder de naam 'Wastora Elektro', speciaalzaken van ca. 2500 vierkante meter geopend in Den Helder, Haarlem, Beverwijk, Utrecht en Zwolle. De bedoeling was gefaseerd 15 winkels te openen in Nederland. In 1992 werd Wastora overgenomen door It's Electric (later  It's) en Megapool; allebei ketens van Philips die inmiddels ter ziele zijn. Het pand in Zaandam bleef in bezit van de familie Molenaar en werd geëxploiteerd als een shop-in-shop-warenhuis, met onder meer Wastora als huurder. Het pand zou in 1993 een uitgebreide facelift ondergaan, maar werd op 30 augustus van dat jaar door een brand volledig verwoest wat het einde van Wastora betekende.